# Wervelstroomscheiding
Wervelstroomscheiding  is een scheidingsmethode om non-ferrometalen (zoals aluminium, koper, messing, zink en lood) uit een diverse stroom afvalmaterialen te verwijderen. Bij voorkeur zijn de ijzerhoudende metalen voor deze sortering al verwijderd.

## Werking
Een wervelstroomscheider bestaat uit een snel draaiende rotor waarop magneten bevestigd zijn die steeds om en om gemonteerd zitten. Om deze snel draaiende rotor zit een langzaamdraaiende niet-metalen transportband. In geleidende (metallische) deeltjes op de transportband wordt een inductiestroom opgewekt zodra ze over de magneet rotor gaan. De stroom loopt rond (als een draaikolk of wervel) in het geleidende deeltje, hier komt de naam wervelstroom vandaan. De rondlopende inductiestroom wekt een secundair magnetisch veld op waardoor het deeltje wordt afgestoten als het in het magnetisch veld van de rotor komt, hierdoor springt het uit de materiaalstroom.
Magnetische metalen die over de wervelscheider gaan zorgen voor hevige trillingen en daarmee slijtage aan de lopende band. Hierom is het van belang dat ijzerhoudende materialen van tevoren zijn verwijderd, bijvoorbeeld met behulp van een boven de band gemonteerde elektromagneet.